# هیدرون

انواع هیدرون از بالا به پائین: پروتون، دوترون، تریتون

هیدرون (به انگلیسی: hydron) بنا به تعریف مصوب سال ۱۹۸۸ اتحادیه بین‌المللی شیمی محض و کاربردی به فرم کلی کاتیون هیدروژن +H، فارغ از جرم اتمی آن و هنگامی که نخواهیم تمایزی میان ایزوتوپ‌های آن قائل شویم گفته می‌شود. دوترون برای اشاره به کاتیون دوتریوم و تریتون برای اشاره به کاتیون تریتیوم به کار می‌رود. معمولاً کاتیون هیدروژن معمولی، پروتون نامیده می‌شود.